# Отелло (фильм, 1955)
«Отелло» — советский фильм-трагедия режиссёра Сергея Юткевича по одноимённой трагедии Уильяма Шекспира (перевод Бориса Пастернака).

## Сюжет
Отелло (Сергей Бондарчук), бесстрашный мавр, генерал Венецианской республики, рассказывает Брабанцио (Евгений Тетерин) и его прекрасной дочери Дездемоне (Ирина Скобцева) историю своей жизни. Удивительная судьба мавра, его бесстрашие и ум покоряют Дездемону.
Ночь. Перед алтарём Отелло и Дездемона стоят на коленях — их тайно венчает священник. Венецианский дворянин Родриго (Евгений Весник), безмолвно влюблённый в Дездемону, и прапорщик Яго (Андрей Попов), слепо ненавидящий Отелло, сообщают Брабанцио, что его дочь похищена мавром. Обиженный отец взывает к мести, но перед ним и венецианским дожем Дездемона открыто и смело называет Отелло своим мужем.
Венеции угрожает турецкий флот. По поручению Сената Отелло отправляется к войскам на Кипр и одерживает победу над врагом. В качестве награды за победу он воспринимает приезд на Кипр. Яго, желая занять место друга Отелло, лейтенанта Кассио (Владимир Сошальский), начинает плести паутину интриг и подлости, обвивая ими многих невинных людей. В день торжества по случаю победы над турками Яго спаивает Кассио, и тот, хитро вовлечённый в драку, тяжело ранит в поединке своего противника. Отелло отстраняет лейтенанта от службы и приближает к себе Яго, ценя его кажущуюся честность и бескорыстие. Находясь в отчаянии, Кассио по совету Яго обращается к Дездемоне за помощью. Дездемона обещает Кассио, что добьётся для него прощения. Яго обращает внимание Отелло на настойчивость его жены в защите Кассио, вселяет в душу мавра беспокойство и постепенно разжигает ревность.
Коварство Яго безмерно. Воспользовавшись ссорой Родриго и Кассио, он ночью ранит лейтенанта и, боясь разоблачения, убивает Родриго (однако Эмилии казалось, что это Кассио сам убил Родриго, а Отелло потом решил, что Кассио убит). Яго отбирает у своей жены Эмилии (Антонина Максимова) платок, случайно упущенный Дездемоной, и подбрасывает его Кассио.
Меж тем Отелло, решив, что Дездемона изменяет ему с Кассио, душит свою жену в порыве ревности. Эмилия, осознав чудовищность преступления Яго, убеждает Отелло в том, что Дездемона стала жертвой коварной интриги, после чего зовёт всех слуг. Яго в порыве ярости закалывает мечом Эмилию за её «ложь», но в итоге слуги его арестовывают и связывают. Отелло, обезумев от горя, закалывается кинжалом.
На следующий день в Венецию причаливает корабль с парусами траура. На его палубе лежат трупы Отелло и Дездемоны, а к мачте привязан арестованный за убийство Эмилии Яго. Всех покойников увозят за горизонт на закате солнца.

## В ролях
- Сергей Бондарчук — Отелло
- Андрей Попов — Яго
- Ирина Скобцева — Дездемона
- Владимир Сошальский — Кассио
- Евгений Весник — Родриго
- Антонина Максимова — Эмилия
- Евгений Тетерин — Брабанцио
- Михаил Трояновский — Дож Венеции
- Алексей Кельберер — Монтано
- Николай Бриллинг — Лодовико
- Лейла Ашрафова — Бианка, подружка Кассио

## Съёмочная группа
- Сценарий и постановка: Сергей Юткевич
- Главный оператор: Евгений Андриканис
- Композитор: Арам Хачатурян
- Режиссёр: М. Итина
- Оператор: А. Ахметова
- Звукооператор: Борис Вольский
- Художники:
  - декорации — Арнольд Вайсфельд, Валерий Доррер, Михаил Карякин
  - костюмы — Ольга Кручинина

## Фестивали и премии
- В 1956 году фильм участвовал в основной конкурсной программе Каннского кинофестиваля и был удостоен Приза за «Лучшую режиссуру»[1].
- МКФ в Дамаске — Золотая медаль (Сергей Юткевич)[2]

## Видео
В начале 1990-х фильм выпущен на видеокассетах кинообъединением «Крупный План». В 2000-х годах фильм выпущен на DVD той же компанией.